# Strobilanthes borii
Strobilanthes borii är en akantusväxtart som beskrevs av John Richard Ironside Wood. Strobilanthes borii ingår i släktet Strobilanthes och familjen akantusväxter. Inga underarter finns listade i Catalogue of Life.